# Enquin-les-Mines
Enquin-les-Mines är en kommun i departementet Pas-de-Calais i regionen Hauts-de-France i norra Frankrike. Kommunen ligger i kantonen Fauquembergues som tillhör arrondissementet Saint-Omer. År 2018 hade Enquin-les-Mines 1 171 invånare.

## Befolkningsutveckling
Antalet invånare i kommunen Enquin-les-Mines
| Referens: INSEE |